# Teodor Metochita
Teodor Metochita (gr.: Θεόδωρος Μετοχίτης; 1270 – 1332) – bizantyński polihistor: filozof, poeta, astronom, matematyk i epistolograf. Wielki logoteta i doradca cesarza Andronika II Paleologa.

## Życie
Teodor urodził się w 1270 roku w Nicei jako syn archidiakona Jerzego Metochity. Jego ojciec był żarliwym zwolennikiem zjednoczenia Kościołów Wschodniego i Zachodniego. Po II soborze blacherneńskim został skazany i uwięziony. Teodor spędził młodość w środowiskach klasztornych Bitynii w Azji Mniejszej poświęcając czas studiowaniu autorów religijnych i świeckich. Wizytujący w 1290/1291 roku Niceę cesarz Andronik II, pod wrażeniem jego erudycji i inteligencji powołał go na stanowisko logotety ton angelon, odpowiedzialnego za majątki państwowe w zachodniej części Azji Mniejszej. W ponad rok później został mianowany senatorem. Dwukrotnie brał udział w misjach dyplomatycznych: w 1295 roku do Cylicji i w 1299 roku do Serbii. Jednocześnie nie zaniedbywał studiów i pracy pisarskiej. W 1312/1313 roku rozpoczął studia astronomiczne u Manuela Bryenniosa. Później sam został nauczycielem Nicefora Gregorasa. Pozostawał w związkach przyjaźni z Niceforem Chumnosem. Był żonaty i miał sześcioro dzieci: pięciu synów i jedną córkę, Irenę (żonę Jana Komnena Paleologa).
Szczyt kariery osiągnął w 1321 roku, kiedy został mianowany przez cesarza Wielkim Logotetą. Stał się jednym z najbardziej wpływowych i najbogatszych ludzi w Cesarstwie. Z własnych dochodów przeznaczył środki na odnowienie i ozdobienie klasztoru Chora położonego w północno-zachodniej części Konstantynopola. W narteksie kościoła można nadal podziwiać mozaikę przedstawiającą Teodora Metochitę przynoszącego Chrystusowi Pantokratorowi model odnowionego kościoła Chora. Kariera Metochity była ściśle związana z losami cesarza. Jego abdykacja w 1328 roku, przyniosła logotecie konfiskatę dóbr i zesłanie do Didymoitechon. Otrzymawszy zgodę na powrót do Konstantynopola, powrócił do stolicy w 1330 roku i wstąpił do klasztoru Chora przyjmując imię Teolepta. Zmarł 12 marca 1332 roku.
Życie Teodora upamiętnił w mowie pogrzebowej jego uczeń Nicefor Gregoras.

## Twórczość
Głównym dziełem Teodora Metochity są Pisma różne (Hypomnematismój kaj semejósejs gnomikáj) znane pod łacińskim tytułem: Rozmaitości filozoficzne i historyczne (Miscellanea philosophica et historica). Rozmaitości składają się ze 120 rozpraw na tematy filozoficzne, historyczne i historycznoliterackie. Autor porusza w nich kwestie ironii u Sokratesa i Platona, nawyków ludzkich, zagadnienia: "Czy lepiej się urodzić, czy nie?", "Czy wybrać życie świeckie czy klasztorne?", zastanawia się nad ustrojami demokratycznym, arystokratycznym i monarchicznym, nad problemami estetycznymi, praktycznym wykorzystaniem matematyki i geometrii. W całym dziele Metochita cytuje ponad 70 autorów starożytnych.
Teodor Metochita pozostawił po sobie dwadzieścia utworów poetyckich liczących w sumie 9188 wersów: enkomia o treści religijnej, pochwały macierzystego klasztoru, wiersz o sobie samym skierowany do Nicefora Gregorasa, utwory okolicznościowe: epitafia dla cesarzowej Ireny, syna cesarskiego Michała, pochwały Ojców Kościoła – św. Atanazego, Bazylego Wielkiego, Jana Chryzostoma.
Jest też autorem utworów hagiograficznych o świętym Demetriuszu, Grzegorzu z Nazjanzu, Michale Archaniele, Euzebii Ksene, 18 pism retorycznych poruszających problemy religijne i moralne. Dokonał ponadto Zbioru komentarzy (Syllogé) do Arystotelesa pozbieranych z różnych podręczników filozoficznych. Interesował się Euklidesem, Ptolemeuszem, Nikomachosem. Napisał Podstawy nauki astronomii (Stojchéjosis epí astronomiké epistéme).